# Jeffrey McLaughlin
Jeffrey Dean McLaughlin (Summit, 31 de octubre de 1965) es un deportista estadounidense que compitió en remo.
Participó en dos Juegos Olímpicos de Verano, obteniendo dos medallas, bronce en Seúl 1988 (ocho con timonel) y plata en Barcelona 1992 (cuatro sin timonel).
Ganó dos medallas en el Campeonato Mundial de Remo, en los años 1987 y 1991.

## Palmarés internacional
| Juegos Olímpicos   | Juegos Olímpicos       | Juegos Olímpicos  | Juegos Olímpicos   |
| Año                | Lugar                  | Medalla           | Prueba             |
| ------------------ | ---------------------- | ----------------- | ------------------ |
| 1988               | Seúl (Corea del Sur)   | Medalla de bronce | Ocho con timonel   |
| 1992               | Barcelona (España)     | Medalla de plata  | Cuatro sin timonel |
| Campeonato Mundial |                        |                   |                    |
| Año                | Lugar                  | Medalla           | Prueba             |
| 1987               | Copenhague (Dinamarca) | Medalla de oro    | Ocho con timonel   |
| 1991               | Viena (Austria)        | Medalla de plata  | Cuatro sin timonel |